# Cristina Sánchez
Cristina Sánchez de Pablos (ur. 20 lutego 1972 w Madrycie) – hiszpańska matador, córka matadora Antonia Sáncheza. 

## Życiorys
Jako matador zadebiutowała 13 lutego 1993 roku w Madrycie, dokładnie tydzień przed swoimi 21. urodzinami. Jest jedną z najbardziej rozpoznawalnych kobiet w swoim zawodzie, przełamując monopol mężczyzn. Odeszła z areny w 1999 roku po 185 występach mówiąc, że tym razem pokonał ją pewien mężczyzna (zakochała się). Wyszła za mąż rok później za portugalskiego banderillero Alejandro da Silva, zostając także jego menedżerką. Jest komentatorką z areny dla telewizji Castilla la Mancha, gdzie prowadzi własny program Escuela de toreros.
W sierpniu 2016, po 17 latach ponownie wystąpiła na corridzie w Cuenca w celu pozyskania funduszy na badania przypadków raka u dzieci.